# Palaisgarten (Dresden)

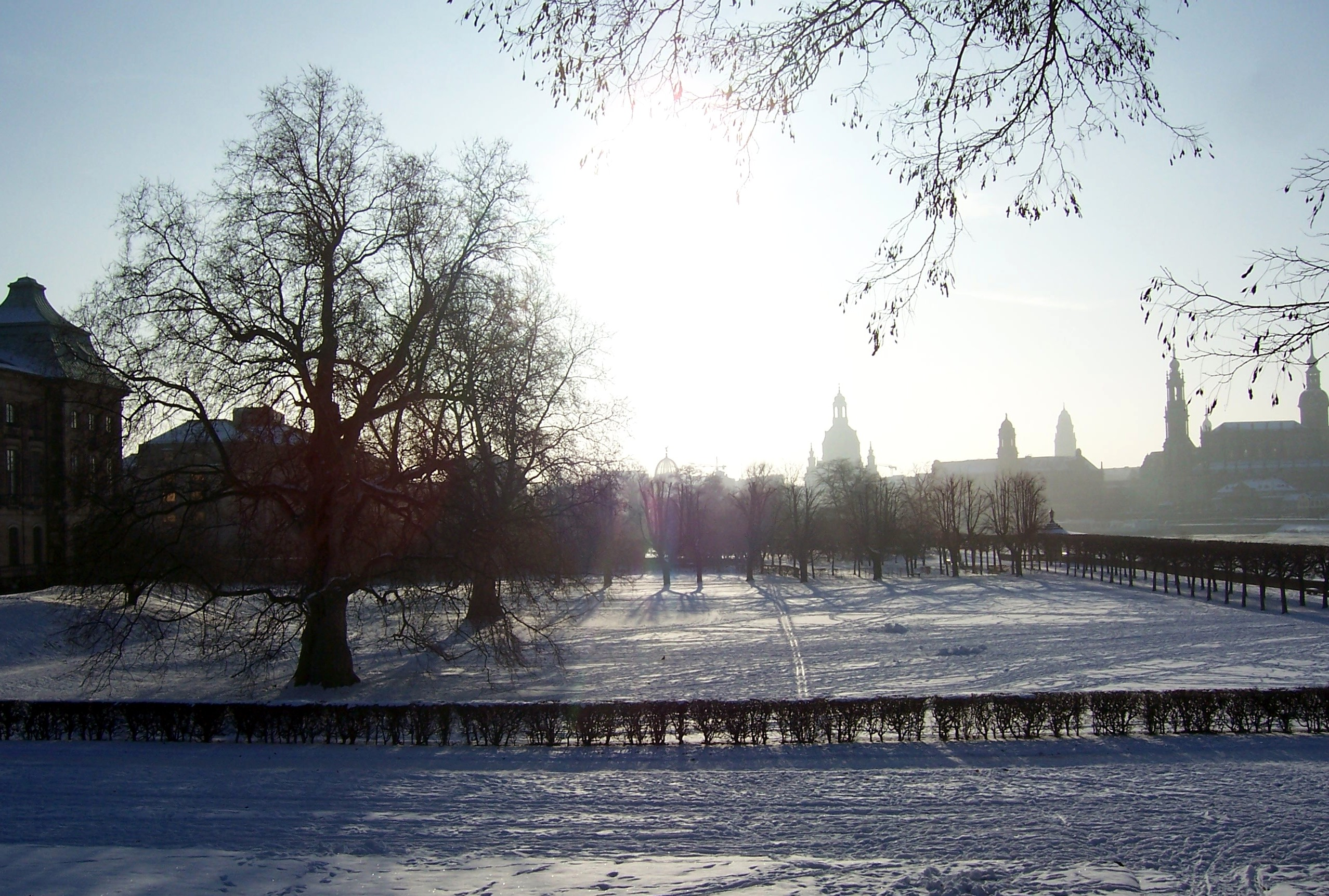
Der Palaisgarten, von der Wallanlage aus fotografiert

Der Palaisgarten ist eine Gartenanlage in Dresden zwischen Marienbrücke, Japanischem Palais, Neustädter Elbufer und Palaisplatz.

## Geschichte

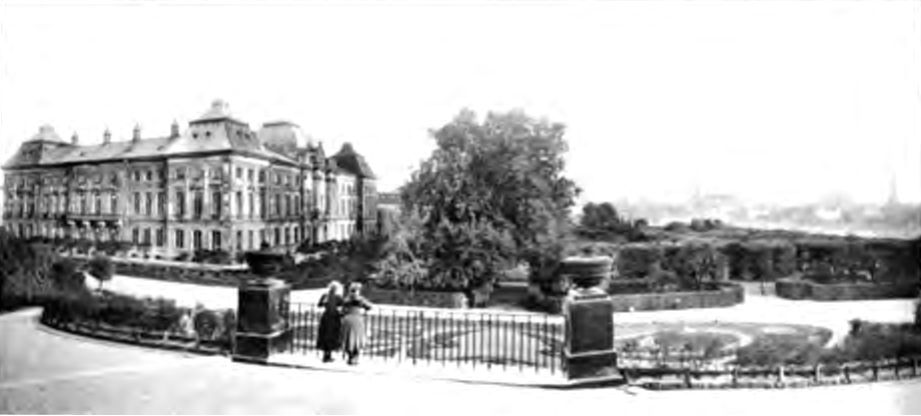
Ansicht des Palaisgartens um 1905

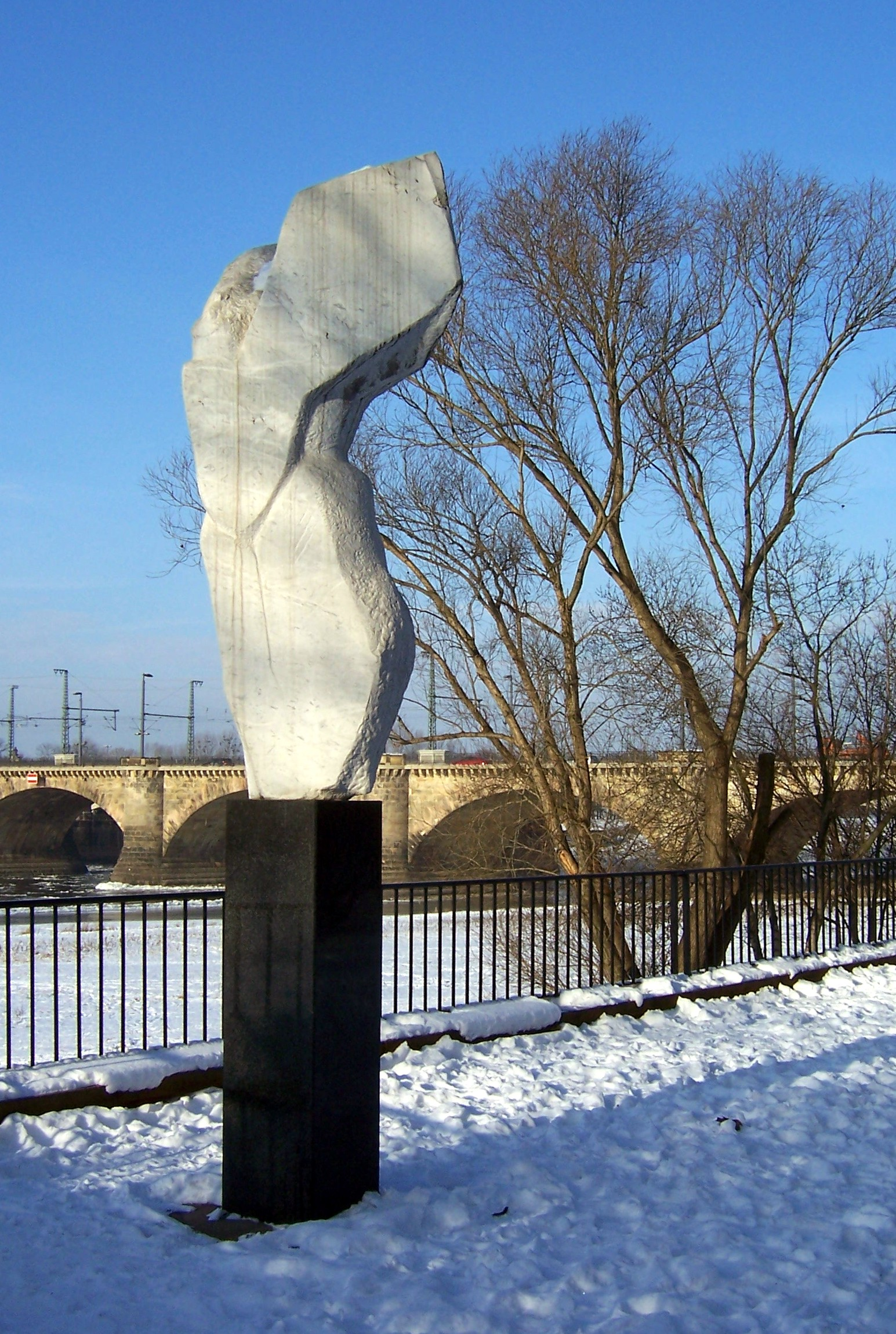
Charlotte Sommer-Landgraf – Sich befreien (1987/1990)

Der Palaisgarten wurde 1715 als Barockgarten oder auch Französischer Garten für Jakob Heinrich Graf von Flemming gemeinsam mit dem späteren Japanischen Palais angelegt. Bereits 1718/1719 erfolgte die Umgestaltung in einen Terrassengarten. Anlass waren die Feierlichkeiten für die Hochzeit des sächsischen Kurprinzen und späteren Kurfürsten Friedrich August II. Der Garten war mit Barockplastiken von Pietro Balestra und Antonio Corradini ausgeschmückt. Corradinis Marmorprachtvasen wurden später in den Großen Garten umgesetzt.
Bei mehreren Umgestaltungen in der zweiten Hälfte des 18. Jahrhunderts ging der Charakter eines Barockgartens verloren. Stattdessen wurde der Palaisgarten in einen Nutzgarten der Hofgärtnerei umgewandelt. In dieser Zeit (1770/1780) erfolgte auch die Pflanzung zweier Platanen, die noch heute im Palaisgarten stehen.
Als der Palaisgarten in der Zeit von 1820 bis 1831 erneut umgestaltet wurde, bezog man auch den Bereich hinter den niedergelegten Festungsanlagen mit ein. Zwischen 1847 und 1852 nahm Carl Adolph Terscheck eine Umgestaltung zu einem Englischen Landschaftsgarten und eine Abrundung des Parks zur Kleinen Marienbrücke hin vor. Ein Abschnitt der begrünten Altendresdner Wallanlagen ist im nordwestlichen Teil des Gartens heute noch zu sehen.
In den 1980er Jahren wurde der Palaisgarten rekonstruiert. Im Palaisgarten ist die von Charlotte Sommer-Landgraf 1987 bis 1990 gefertigte überlebensgroße Plastik aus Marmor Sich befreien aufgestellt.

## Palaissommer
2009 und von 2011 bis in die Corona-Zeit fand im Palaisgarten jährlich von Mitte Juli bis Ende August der Palaissommer unter der Leitung von Jörg Polenz statt. Vorläufer waren 2005 und 2008 Pleinairs. Im Jahr 2021 besuchten 83.000 Besucher die Veranstaltungen wie Klavierkonzert-, Chor-, Hörspiel- und Kinoabende, Podiumsdiskussionen, Lesungen, Poetry Slams sowie Yoga-Einheiten (16.150 Besucher). Daneben besteht die Möglichkeit zur Pleinair-Malerei, die Ergebnisse werden vor Ort ausgestellt. Seit 2022 ist der Palaissommer über die Stadt verteilt. Der Palaissommer ist eintrittsfrei und finanziert sich durch Spenden und Sponsoren.

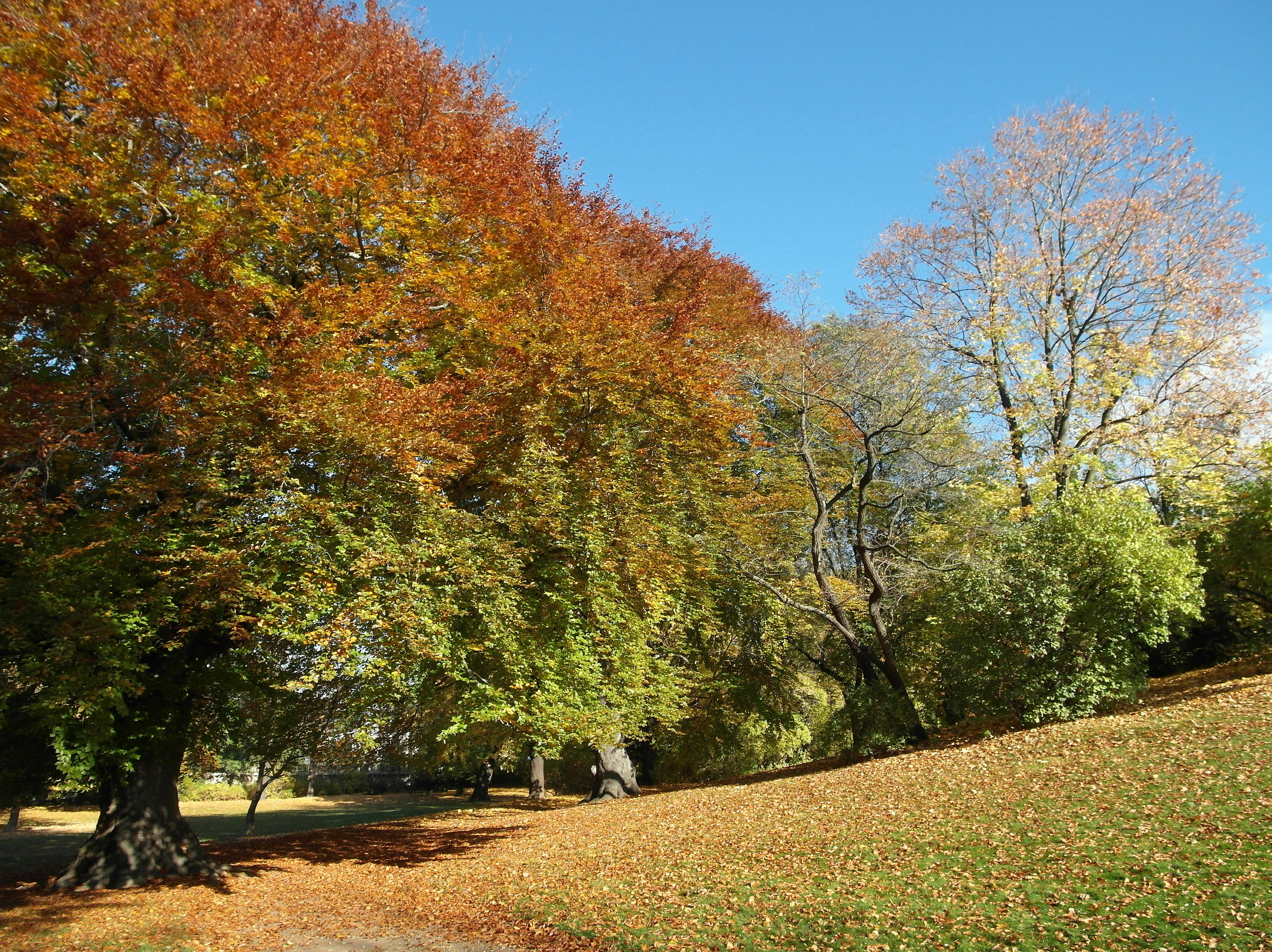
Englischer Landschaftsgarten im Westen des Areals